# Flagelloscypha pilatii
Flagelloscypha pilatii är en svampart som beskrevs av Agerer 1975. Enligt Catalogue of Life ingår Flagelloscypha pilatii i släktet Flagelloscypha,  och familjen Niaceae, men enligt Dyntaxa är tillhörigheten istället släktet Flagelloscypha,  och familjen Cyphellopsidaceae. Artens status i Sverige är: Ej påträffad. Inga underarter finns listade i Catalogue of Life.